# Adèle Orlando

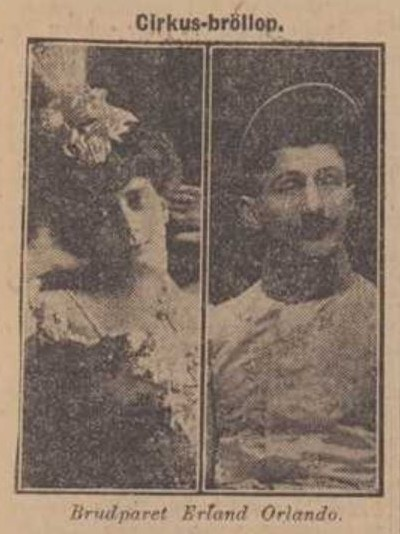
Adèle Orlando och hennes make Erland Orlando. Fotografier publicerade i Dagens Nyheter i samband med deras bröllop 1910.

Anna Adèle Orlando, född Jungmann den 2 augusti 1884 i Osnabrück i Tyskland, död den 24 januari 1979 i Stockholm, var en tysk-svensk lindansös, skådespelare, kompositör och sångtextförfattare.
Orlando var dotter till Albert Jungmann och Louise Schumann, båda tyska cirkusartister. Som ung turnerade hon internationellt med ett antal olika cirkussällskap innan hon 1910 gifte sig med den svenske cirkusdirektören och ryttaren Erland Orlando (1886–1948), även han tillhörig en känd cirkussläkt och bland annat bror till den berömda ryttarinnan Zephora Barenco och till cirkusdirektören Henning Orlando. Efter makens död återvände Adèle Orlando till artistlivet, nu dock främst som lärare.
I äktenskapet med Erland Orlando föddes sonen Henning Orlando, sedermera arkitekt.
Makarna Orlando gravsattes i Gustav Vasa kyrkas kolumbarium vid Odenplan i Stockholm.

## Filmografi
- 1955 – Enhörningen – sångerskan på nattklubben